# دفتر الملاحظات (رواية)
دفتر الملاحظات هي رواية رومانسيه كتبها المؤلف نيكولاس سباركس عام 1996 , مأخوذه من قصة حقيقة.
الرواية تجسدت على شكل فيلم بنفس الاسم في عام 2004 .

## الخلفية
الرواية كانت هي أول رواية نُشِرت لـ نيكولاس سباركس، وكانت هي ثالث رواية كتبها نيكولاس بعد «ذا باسينغ ويند: الريح المارة» و «ذا رويال مرديرز: جرائم القتل الملكي» ولكنهم لم يُنشروا.
كتب هذه الرواية خلال 6 شهور في عام 1994 ومن ثم اكتشف من قِبَل الأديبة الوكيلة: تيريزا بارك.
في أكتوبر 1995، أمنت بارك للرواية مليون دولار مقدم لنشر الرواية.
نُشرت الرواية في أكتوبر 1996 وأصبحت من أكثر الكتب مبيعًا من أول أسبوع نشرت فيه.
واستمرت الرواية كأفضل مبيع لمدة أكثر من سنه.
في مقابلة مع سباركس قال فيها ان مصدر إلهامه لكتابة الرواية كان هو بسبب جديّ زوجته اللذان كانا متزوجين لأكثر من 60 سنه عندما قابلهما.و في رواية دفتر الملاحظات حاول ان يعبر عن قصة الحب الطويلة عن الزوجين.

## روابط خارجية
- دفتر الملاحظات على موقع الموسوعة البريطانية (الإنجليزية)